# Congelcam
Congelcam ou Congelés du Cameroun, est une société de distribution et de vente de produits de la mer camerounaise, créée en 1994 par l'homme d'affaires Sylvestre Ngouchinghe.

## Histoire
En 1982, Sylvestre Ngouchinghe débute par un commerce de vente au détail de poissons au marché de Mvog Mbi à Yaoundé. Il investit dans les congélateurs et les chambres froides, et fonde l'entreprise Congelcam en 1994.
L'entreprise reçoit en 2023 quatre mises en demeure pour son obstruction du Terminal à Conteneurs. La première le 20 février 2023 par la RTC (Régie du Terminal à Conteneurs) du port de Douala, la deuxième le 3 avril 2023 par l’Autorité Portuaire Nationale, la troisième émise une nouvelle fois par la RTC le 14 avril le 23 mai 2023, et la quatrième le 2 juin 2023 par la Capitainerie du Port Autonome de Douala.

## Activités
L'entreprise dispose d'une importante logistique dans la chaine de froid avec une capacité de stockage de 80 000 t à Douala, de terminus de bateaux d'importation de produits de la mer, et de centaines de camions frigorifiques
En 2021, Congelcam est une des quinze premières entreprises camerounaises par son chiffre d'affaires. En 2022, elle contrôle 80 % du marché des poissons du Cameroun. 